# Vlado Ilievski
Vlado Ilievski (nacido en Strumica, Macedonia del Norte el 19 de enero de 1980) es jugador macedonio de baloncesto que juega actualmente en el Cibona Zagreb.

## Carrera profesional
Ilievski empezó su carrera como profesional en el Strumica Nemetali Ograzden (1996 - 1998), equipo de su ciudad natal, desde donde viajó a EE. UU. para jugar un año en el St. Thomas Aquinas High School (Connecticut). Posteriormente volvería a Europa de la mano del KK Partizan del Belgrado, equipo donde militó hasta la temporada 2000/01.
En la temporada 2001/02 ficha por el KK Olimpija Ljubljana, donde se da a conocer al resto de Europa en sus 2 años en el equipo esloveno, hasta que en la temporada 2003/04 su trayectoria como profesional da un giro, y ficha por el Fútbol Club Barcelona (baloncesto), club donde militó dos años hasta emprender el viaje a Italia de la Mano de la Virtus Roma (2005/06). Posteriormente fichó por la Virtus Blonia, y acabó su etapa Italiana en el Montepaschi Siena, para volver a Ljubljana donde a mitad de temporada se iría cedido al TAU Cerámica (2008/09).
El 2010 fue el año de su regreso a Eslovenia, fichando otra vez por el KK Olimpija Ljubljana, donde por motivos económicos abandono el club a final de temporada.
En 2011 el equipo otomano del Efes Pilsen S.K. hace oficial la contratación del base esloveno Vlado Ilievski, siendo traspasado a mitad de temporada al Lokomotiv Kuban.
Después de anunciar su rescisión de contrato con el Lokomotiv Kuban a principios de la temporada 2012/2013 por motivos personales, y una vez expresado su deseo de jugar cerca de su familia, Vlado Ilievski fichó por el KK Cedevita de Croacia, a tan solo una hora y media de Ljubljana.

### Trayectoria deportiva
- 1996/1997: Netmali Strumica (Macedonia)
- 1998/1999: St. Thomas Aquinas High School (New Britain, Connecticut)
- 1998/2001: KK Partizan (Yugoslavia)
- 2001/2003: KK Olimpija Ljubljana (Eslovenia)
- 2003/2005: Fútbol Club Barcelona (baloncesto) (España)
- 2005/2006: Virtus Roma (Italia)
- 2006/2007: Virtus Bolonia (Italia)
- 2007/2008: Montepaschi Siena (Italia)
- 2008/2009: KK Olimpija Ljubljana (Eslovenia) 
  - 2009 Cedido al TAU Cerámica (España)
- 2009/2011: KK Olimpija Ljubljana (Eslovenia)
- 2011/2012: Efes Pilsen S.K. (Turquía)
  - 2012 Traspasado al Lokomotiv Kuban (Rusia)
- 2012/2013: KK Cedevita (Croacia)
- 2013–2014: ČEZ Nymburk (Rep. Checa)
- 2014–present	Cibona Zagreb (Croacia)

## Palmarés

### Ligas
- Campeón de la Liga de Eslovenia con el KK Olimpija Ljubljana (2001/2002)
- Campeón de la Liga Adriática con el KK Olimpija Ljubljana (2001/2002)
- Campeón de la Liga ACB con el Fútbol Club Barcelona (baloncesto) (2003/2004)
- Campeón del Scudetto Italiano con el Montepaschi Siena (2007/2008)

### Copas
- Campeón de la Copa de Yugoslavia con el KK Partizan de Belgrado (1998/1999)
- Campeón de la Copa de Yugoslavia con el KK Partizan de Belgrado (1999/2000)
- Campeón de la Copa de Eslovenia con el KK Olimpija Ljubljana (2001/2002)
- Campeón de la Copa de Eslovenia con el KK Olimpija Ljubljana (2002/2003)
- Campeón de la Copa del Rey con el TAU Cerámica (2008/09)

### Otros
- Campeón de la Supercopa ACB con el Fútbol Club Barcelona (baloncesto) (2004/2005)
- Campeón de la Lliga Catalana con el Fútbol Club Barcelona (baloncesto) (2004/2005)

## Vida personal
Vlado Ilievski está casado con Anja Vilfan -hija de Peter Vilfan-, con quien tiene 2 hijos, Luka y Jakob.